# 'Ala' Mubarak
ʿAlāʾ Mubārak (in arabo علاء مبارك‎?), o ʿAlāʾ al-Dīn Muhammad Hosni Sayyid Mubārak (Il Cairo, 26 novembre 1960) è un imprenditore egiziano.
È il primogenito che l'ex presidente egiziano, Hosni Mubarak, ha avuto da sua moglie Suzanne Mubarak. Suo fratello minore è Gamal Mubarak.

## Biografia
Al contrario di Gamāl, ʿAlāʾ ha tenuto un profilo pubblico molto più basso. Ciò non gli ha impedito però di essere accusato dall'opinione pubblica egiziana di forme scandalose di corruzione.
ʿAlāʾ ha studiato, come suo fratello, nel rinomato St. George's College del Cairo. Quindi si è laureato nell'Università Americana del Cairo. 
Il 13 aprile 2011, ʿAlāʾ è stato imprigionato con il fratello Gamāl per 15 giorni in attesa di indagini con l'accusa di corruzione, abuso di potere e per il suo presunto ruolo nella repressione durante le proteste che hanno portato alla caduta del padre. I due sono stati rilasciati il 12 ottobre 2015. L'UE ha imposto sanzioni a tutti e tre e ha congelato tutti i loro beni noti.
Il nome di ʿAlāʾ Mubarak è stato associato con i Panama Papers. Nel 2013, i servizi finanziari delle Isole Vergini britanniche hanno scoperto che ʿAlāʾ Mubarak era proprietario di "Pan World Investments", un fondo di investimento per la famiglia Mubarak di quasi 1 miliardo di dollari, incorporato dal Mossack Fonseca, uno studio legale panamense, che ha affermato di essere stato introdotto dal Credit Suisse.
Nel settembre 2018, ʿAlāʾ è stato arrestato insieme al fratello Gamal e accusato di aver manipolato il mercato azionario.

## Vita privata
È sposato con Heddy Rasekh ed è padre di due figli, Muhammad e ʿOmar. Muhammad è però morto il 18 maggio del 2009, ad appena 12 anni, dopo una grave malattia.